# Mein Herze schwimmt im Blut
Mein Herze schwimmt im Blut (Mon cœur baigne dans le sang) (BWV 199), est une cantate religieuse de Johann Sebastian Bach composée à Weimar en 1714.

## Histoire et livret
Cette cantate fut découverte par le musicologue danois Carl Adolf Martienssen en 1911 dans les collections de la Bibliothèque royale de Copenhague.
Lorsqu'il est à Weimar, Bach est l'organiste de cour du prince Johann Ernst de Saxe-Weimar. Le 2 mars 1714, il est promu Konzertmeister (« maître de concert »), un honneur qui entraîne la représentation mensuelle d'une cantate religieuse dans la chapelle  du château. Bach écrit cette cantate à l'occasion du onzième dimanche après la Trinité comme 5e cantate de la série, à la suite de Weinen, Klagen, Sorgen, Zagen BWV 12. Pour cette destination liturgique, deux autres cantates ont franchi le seuil de la postérité : les BWV 113 et 179. Les lectures prescrites pour ce dimanche sont tirées de la première épître aux Corinthiens (chapitre 15, 1–10), et de l'Évangile selon Luc. Le texte, qui se rapporte au pêcheur trouvant la rédemption en Dieu, est tiré pour l'essentiel du Gottgefälliges Kirchen-Opffer de Georg Christian Lehms. En se basant sur la lecture de ce dimanche, Luc 18.9-14, la parabole du Pharisien et du Publicain, le poète médite sur le thème de la repentance et du pardon. Peu de temps auparavant Bach s'était inspiré du même texte pour la cantate Widerstehe doch der Sünde, (BWV 54). Le sixième mouvement est la troisième strophe du choral Wo soll ich fliehen hin de Johann Heermann. Le texte de la cantate a été mis en musique en 1712 par Johann Christoph Graupner à Darmstadt. On ignore si Bach avait connaissance de la composition de Graupner.
La mélodie est basée sur un chant profane de Jacob Regnart (1540 {?} - 1599) intitulé « Venus, du und dein Kind seid alle beide blind » qui se trouve dans la collection « Kurtzweilige teutsche Liedlein / nach Art der Neapolitanen oder welschen Villanellen » imprimé à Nuremberg en 1574.
La cantate est jouée de nouveau entre 1718 et 1722 à Köthen et le 8 août 1723 à Leipzig.

## Structure et instrumentation
La cantate est écrite pour soprano solo, hautbois, deux violons, alto et basse continue.
Bach a effectué des révisions plus ou moins importantes sur cette cantate pour des représentations ultérieures. La Neue Bach-Ausgabe distingue deux versions : La première (celle de Weimar) commence en do mineur avec un alto obligé dans le sixième mouvement, et la seconde (celle de Leipzig), un ton plus haut avec la partie d'alto obligé attribuée à un violoncelle piccolo.
Il y  a huit mouvements :
1. récitatif (soprano) : Mein Herze schwimmt im Blut
2. aria (soprano) : Stumme Seufzer, stille Klagen
3. récitatif : Doch Gott muss mir genädig sein
4. aria : Tief gebückt und voller Reue
5. récitatif : Auf diese Schmerzensreu
6. choral : Ich, dein betrübtes Kind
7. récitatif : Ich lege mich in diese Wunden
8. aria : Wie freudig ist mein Herz

## Musique
Bien que limité à une voix de soprano, Bach parvient à varier les mouvements. Tous, sauf un récitatif, sont accompagnés des cordes, seul le cinquième mouvement est secco, accompagné du seul continuo. La première aria, deuxième mouvement, est accompagnée du hautbois. Le thème de la ritournelle est présent durant tout le mouvement. Dans l' aria da capo, un bref secco est inséré avant le da capo. Le récitatif et l'aria qui suivent sont tous deux dominés par des cordes au son particulièrement riche. Un passage adagio mène au da capo.
Après un court récitatif, le soprano chante la seule strophe du choral de l'œuvre, avec un alto obbligato (violoncelle piccolo dans la version de Leipzig) dans une figuration animée sur une mélodie plutôt inhabituelle de Caspar von Stieler, alors que plus tard, Bach base sa cantate chorale sur ce cantique sur une mélodie de Jacob Regnart. Le dernier récitatif introduit un état d'esprit différent de l'aria finale, avec une longue coloratura sur fröhlich (« joyeux »). La dernière aria est une joyeuse gigue.

## Sources
- (de)/(en) Cet article est partiellement ou en totalité issu des articles intitulés en allemand « Mein Herze schwimmt im Blut » (voir la liste des auteurs) et en anglais « Mein Herze schwimmt im Blut, BWV 199 » (voir la liste des auteurs).
- Gilles Cantagrel, Les cantates de J.-S. Bach, Paris, Fayard, mars 2010, 1665 p.  (ISBN 978-2-213-64434-9)